# 長住娘家
“長住娘家”婚俗又稱“不落夫家”。“不落夫家”是一種很古老的習俗。這一婚俗的表現形式是：婚後新娘不在夫家居住，而是回到娘家長住。只是在農忙或節日期間返回夫家，幫助幹一些農活，過後又回到娘家。這種“不落夫家”的生活。一直要堅持到懷孕或生了第一個孩子後，才能回到夫家。

## 分布
“不落夫家”在中国西南地区（廣西、貴州、雲南）的當地民族中較為普遍流行的習俗。漢族主要分布在中國的福建和廣東等地區，如福建的惠安地區。

## 影響
長住娘家的婦女到夫家的時間大都很短促，而且是傍晚至家，次日天不亮就離開。造成有些夫妻結婚多年還互不相識，甚至鬧成笑話。有些地方，妻子回到丈夫家，不得與丈夫同居，否則會遭到女方同伴的譏笑。 
“不落夫家”盛行的漢族地區，民間尚未出嫁的姐妹常建立自己的女兒組織，如“十姐妹”、“金蘭會”、“自梳妹”等姐妹組織。有些會發展出同性戀關係，姊妹當中其中二人關係特別親密，同食同宿，儼如夫妻，稱為結客或內交。